# Wesepe
Wesepe is een dorp in de gemeente Olst-Wijhe, in de Nederlandse provincie Overijssel. In 2023 telde het dorp ongeveer 1.275 inwoners. Wesepe bestaat uit twee delen, de dorpskern en lintbebouwing langs de N348. Langs de N348 bevinden zich ook een aantal bedrijven, winkels en andere voorzieningen.
Wesepe ligt ongeveer halverwege de plaatsen Deventer en Raalte, ten oosten van de twee hoofdkernen van de gemeente Olst-Wijhe. Het dorp ligt midden in de weilanden, die op hun beurt weer omringd zijn door een aantal landgoederen en bossen. Wesepe heeft ook verschillende verenigingen: harmonie, sportclub, revuegezelschappen en jongerenorganisaties. Het heeft een eigen volkslied.

## Geschiedenis
De plaatsnaam Wesepe zou kunnen doelen op een drassige weide, afgeleid van het oud-germaanse “wisa” voor weide, en “apa” voor water. Het dorp kent al eeuwenlang een kerk. Het oudste gedeelte van deze Nicolaaskerk dateert van het begin van de 14e eeuw.
Wesepe had een station op de spoorlijn Deventer - Ommen van de Overijsselsche Lokaalspoorweg-Maatschappij Deventer - Ommen. Dit station werd geopend op 1 oktober 1910 en gesloten op 15 mei 1935, toen ook de lijn zelf buiten gebruik werd genomen. Het stationsgebouw bestaat nog steeds.
In 2009 werd de N348 om redenen van veiligheid en toegenomen verkeersintensiteit omgelegd ten westen van het gebied met lintbebouwing. De doorgaande weg loopt nu enkele honderden meters westelijker door de weilanden.